# Cephalops parvicornis
Cephalops parvicornis är en tvåvingeart som först beskrevs av Hardy 1949.  Cephalops parvicornis ingår i släktet Cephalops och familjen ögonflugor.
Artens utbredningsområde är Malawi. Inga underarter finns listade i Catalogue of Life.